# 이니셰린의 밴시
"이니셰린의 밴시"(영어: The Banshees of Inisherin)는 2022년 개봉한 블랙 코미디 드라마 영화이다. 마틴 맥도나가 감독과 각본을 맡았다. 제79회(2022년) 베네치아 영화제 각본상, 볼피컵 남우주연상 수상작이자 황금사자상 경쟁후보작이다.

## 줄거리
1923년 봄, 아일랜드 내전이 끝나갈 무렵, 가상의 이니셰린(글자 그대로 "아일랜드섬"의 섬)에서 피들 연주자 콜름 도허티는 평생의 절친한 친구이자 술친구인 패드라익 설리번을 갑자기 무시하기 시작한다. 상처받은 패드라익이 콜름에게 설명을 요구하자, 그는 패드라익이 너무 따분해서 남은 생애를 음악을 작곡하고 기억될 만한 일을 하는 데 보내고 싶다고 말한다. 패드라익은 망연자실하여 상황을 받아들이지 못하고, 콜름은 옛 친구의 화해 시도에 더욱 저항하며 결국 패드라익에게 최후통첩을 한다. 패드라익이 자신에게 말을 걸 때마다 콜름은 자신의 손가락 하나를 자르겠다고.
지역 평화수호대원인 피더 키어니는 문제아 아들 도미닉이 자신의 포틴을 마셨다는 이유로 심하게 구타하고, 패드라익과 그의 여동생 시오반은 도미닉을 하룻밤 재워준다. 시장에 우유를 배달하던 중 패드라익은 피더에게 모욕을 당하고, 피더가 아들을 학대한다는 사실을 공개하여 보복한다. 피더는 그를 주먹으로 때려눕힌다. 이를 목격한 콜름은 패드라익을 집까지 태워다 주지만, 둘은 말을 하지 않는다.
시오반과 도미닉은 둘의 불화를 잠재우려 노력하지만 소용이 없다. 패드라익은 술에 취해 콜름에게 대들며 자신들의 우정을 내팽개치고, 도미닉을 성추행했다고 공개적으로 비난하는 피더와 함께 술을 마신다고 비난한다. 시오반이 패드라익을 데려간 후, 콜름은 패드라익이 지금껏 가장 흥미로운 모습이었다고 말하는데, 도미닉이 이를 엿듣는다. 다음 날 아침, 자신이 한 말을 기억하지 못하는 패드라익은 콜름에게 사과하려 하지만 대화는 좋지 않게 흘러간다. 콜름은 왼쪽 검지를 자르고 패드라익의 문에 던져 보복한다.
패드라익은 나중에 콜름이 본토에서 온 피들 연주자인 데클란을 만나는 것을 본다. 질투심에 패드라익은 데클란에게 아버지가 빵 배달차에 치였다고 거짓말하여 집으로 돌아가도록 속인다. 긴장이 고조되자, 마을의 노인인 매코믹 부인은 패드라익에게 곧 섬에 죽음이 닥칠 것이라고 경고한다. 도미닉은 콜름이 술집에서 패드라익에 대해 한 말을 패드라익에게 말하고, 용기를 얻은 패드라익은 도미닉에게 자신이 데클란에게 한 일을 말하지만, 실망한 도미닉은 그를 비열하다고 여기고 더 이상 그와 이야기하기를 거부한다. 그 후, 시오반은 도미닉의 연애 시도를 동정적으로 거절한다.
패드라익은 술에 취해 콜름의 집에서 콜름과 또 다른 대결을 시작한다. 콜름은 자신의 노래("이니셰린의 밴시") 작곡을 마쳤다고 말하며 마침내 우정을 다시 시작할 의향이 있는 듯 보이지만, 패드라익은 술에 취해 자신이 데클란에게 한 일을 폭로한다. 콜름은 술집에서 패드라익을 만나지 않고 남은 왼쪽 손가락 네 개를 모두 자르고 패드라익의 문에 던져 넣는다.
불화에 지치고 섬 생활에 오랫동안 지루함을 느낀 시오반은 도서관 일자리를 찾아 본토로 이사한다. 망연자실한 패드라익은 집에 돌아와 자신의 애완 당나귀 제니가 콜름의 손가락 중 하나에 목이 졸려 죽은 것을 발견한다. 그는 술집에서 콜름에게 대들고, 콜름은 휴전을 제안하지만, 분노에 찬 패드라익은 다음 날 오후 2시에 그의 집을 불태울 것이라고 통보한다. 다음 날 약속된 시간에 패드라익은 그렇게 한다. 그는 창문 안을 들여다보고 콜름이 침착하게 안에 앉아 있는 것을 본다. 패드라익은 콜름의 개 새미를 데리고 불로부터 구해준다. 피더는 패드라익이 집을 불태우는 것을 지켜보고, 패드라익의 집으로 달려가 그에게 대들려다가 매코믹 부인을 만나게 되고, 매코믹 부인은 피더를 호수 안의 도미닉의 시체로 이끈다. 집에 돌아온 패드라익은 시오반에게 제니가 잘 지낸다는 편지를 쓰고, 자신의 외롭고 친구 없는 삶은 대충 얼버무린다.
다음 날 아침, 패드라익은 새미를 다시 데려다주고 불타버린 집 옆 해변에 서 있는, 불에서 살아남은 콜름을 발견한다. 콜름은 당나귀의 죽음에 사과하고 집을 파괴한 것이 불화를 끝냈다고 제안하지만, 패드라익은 콜름이 안에 머물렀다면 끝났을 것이라고 답한다. 콜름은 내전이 끝나가고 있는지 궁금해하고, 패드라익은 "어떤 것들은 넘어갈 수 없다"며 싸움이 곧 다시 시작될 것이라고 확신한다고 답하고 떠나기 전에 그것이 "좋은 일"이라고 덧붙인다. 둘 다 모르는 사이에, 매코믹 부인은 콜름의 집 잔해에서 조용히 그들을 지켜본다.

## 출연진

### 주연
- 콜린 파렐 - 파우릭 설리반 역
- 브렌단 글리슨 - 콜름 도허티 역

### 조연
- 케리 콘돈 - 시오반 설리반 역
- 배리 케오간 - 도미닉 커니 역
- 팻 숏트 - 존조 디바인 역
- 개리 리던 - 피더 키어니 역
- 쉴리아 플리톤 - 맥코믹 부인 역
- 데이빗 피어스 - 신부 역
- 브리드 니 니치테인 - 오리오르단 부인 역
- 아론 모나한 - 데클란 역
- 존 케니 - 게리 역

## 기타
- 영국이 물러난 직후 벌어진 아일랜드 내전 시절을 배경으로 〈보리밭을 흔드는 바람〉의 후반부와 시대적 배경을 같이 한다.